# Gestor cultural
El gestor cultural es la persona que, motivada por el mejoramiento del arte, trabaja independiente y profesionalmente con conocimiento de la materia, desarrolla labores como mediador entre instituciones culturales gubernamentales o privadas con artistas de diversas áreas para articular su trabajo en el mercado, la promoción y difusión a nivel nacional e internacional.
El gestor cultural trabaja buscando metas específicas de éxito, pretende siempre a mejorar el nivel de la cultura, buscando la cohesión activa entre la sociedad, el sector gubernamental y el privado con los artistas. El trabajo de la gestión de la cultura plantea retos de aprendizaje en áreas diversas como la administración de recursos económicos, formación y comunicación artística.

## Introducción
La gestión cultural es una nueva profesión,  en donde la persona que se dedica a este trabajo, se caracteriza por tener cualidades para visibilizar e interpretar el talento, saber establecer un diálogo con el artista para vincularlo a los proyectos culturales a desarrollar.La gestión cultural “busca posibilitar el acceso y goce de la cultura, mediante el desarrollo de acciones y procesos que permitan concretar este propósito, así como de la eficiente administración de bienes y servicios culturales”; por otra parte, “como sector, contempla diversos actores e instituciones del ámbito público y privado y la sociedad civil, siendo esta diversidad y su universo temático, uno de sus rasgos distintivos”.
El gestor cultural requiere un nivel de comprensión de los procesos culturales y tendencias que se desarrollan en el mundo de la cultura y el arte y los nuevos enfoques de los estudios culturales en el ámbito internacional. Los efectos de la globalización y las concentraciones urbanas, migraciones provocan un fraccionamiento de nuestras sociedades que tiene repercusiones en el mundo de la cultura. Estos conocimientos han de encontrar un equilibrio entre las realidades de los contextos próximos (local, regional, nacional, etc.) con una visión amplia de los procesos mundializados que influyen directa o indirectamente en los diferentes ámbitos de la gestión cultural.
Los gestores culturales realizan su labor a través de organismos de diversa índole, tales como: instituciones gubernamentales, organizaciones no gubernamentales (ONG), empresas, grupos informales de ciudadanos, entre otras con desiguales oportunidades de desarrollo y de reconocimiento laboral y profesional.

## Objetivos
La práctica de la gestión cultural tiene como objetivo el comprender, describir, interpretar y analizar de forma crítica los problemas culturales locales, regionales, nacionales e internacionales accionando los conocimientos teórico-metodológicos que les permitan diseñar e instrumentar políticas culturales, por medio de herramientas alternativas viables para la resolución con una actitud de respeto a la diversidad cultural.
Los gestores culturales deberán tener las capacidades de:
- Diseño, realización, producción y evaluación de proyectos culturales en espacios como instituciones públicas y privadas, organizaciones no gubernamentales, comunidades rurales y urbanas, llevando a cabo cada invención con compromiso y responsabilidad social, con el propósito de desarrollar habilidades y capacidades para la comprensión de coyunturas y resolución de conflictos por medio de acuerdos pacíficos, que sean reconocidos por los involucrados y con actitud de respeto a los diferentes grupos en el proceso.

- Propondrán herramientas alternativas teóricas y prácticas para la conservación de la identidad de las culturas por medio de metodologías de análisis participativo con los grupos culturales, tomando en cuenta los saberes locales en una postura de respetando ante las diversas visiones del mundo.

También los gestores culturales deberán tener habilidades y conocimientos en el trabajo y sus áreas que le ayuden en su formación y la construcción de estructuras y trabajos sólidos que tenga fundamentos y se puedan desarrollar de formas óptimas que entreguen resultados en su práctica tales como:
- Habilidad en la búsqueda de información de todo tipo en contextos geográficos amplios.
- Habilidad de establecer contactos y relaciones con otras redes y la búsqueda de socios para proyectos de nivel supranacional.
- Conocimiento de las redes culturales y artísticas existentes.
- Redes de cooperación territorial a escala local, nacional y regiones geopolíticas de nivel internacional.
- Competencia de trabajar en redes sociales y comerciales.
- Comprensión de los conceptos de empresa / organización red y de los nuevos métodos de producción y comercialización de productos culturales en estos contextos.
- Conocimiento de los aspectos jurídicos del trabajo en red: legislaciones, derechos de autor, copyright, etc.
- Competencia de establecer contactos con estructuras variadas que participan en las redes. En el ámbito de redes con participación de organismos públicos hasta niveles de organizaciones no gubernamentales. Selección de socios contrapartes.
- Capacidad de valorar, diagnosticar e interpretar los fenómenos de transnacionalización y el trabajo en red.

## Postura del gestor cultural
Desde hace mucho tiempo ha habido personas dedicadas a esta práctica de la gestión cultural, que la han llevado a cabo con diversos enfoques y metodologías, lo que ha permitido participar en instancias, dentro de instituciones públicas por encargo de una autoridad, también le permite una participación dentro del sector privado y otro tipo de organizaciones sociales dedicadas al análisis intercultural. Esto le permite al gestor cultural poder valorar las circunstancias de vida de distintas comunidades, distinguiendo prácticas que permitan potenciar capacidades propias. El involucramiento con diferentes grupos culturales es con la finalidad de crear vínculos que potencialicen las capacidades productivas, preventivas, creativas, organizativas y resolutivas a coyunturas o circunstancias de conflicto donde las soluciones sean justas y emerjan de los involucrados.
Uno de los efectos más grandes a los que se enfrentan en la actualidad los países es el fenómeno de la pluralidad cultural el cual esté ligado íntimamente a la globalización. Estas transiciones han sido caldo de cultivo para conformar identidades diversas, complejas y que por su particularidad deben ser atendidas adecuadamente. México es un espacio donde emergen distintos grupos culturales, como la diversidad sexual LGBTTTIQ, indígenas, personas que migran a países extranjeros buscando una mejor calidad de vida y las relaciones sociales son conflictivas porque la cosmogonía de cada cultura es diferente. En necesario que el gestor cultural deba comprender el fenómeno de la diversidad cultural para que de esta forma pueda interpretar correctamente las necesidades de cada intervención y que se vinculen a la construcción de relaciones pacíficas y retroactivas, para así llevar a cabo proyectos construidos con la participación de grupos culturales que tienen percepciones distintas del mundo.
La gestión cultural, como otras profesiones, está viviendo un proceso de profesionalización que aún no se acaba de definir del todo en Latinoamérica, este proceso requiere no solamente la existencia y fortalecimiento de programas universitarios (tecnicaturas, pregrados y posgrados), sino también el reconocimiento oficial por parte del Estado de la existencia, competencias, necesidad social y alcances de gestor cultural como profesionista que puede ser claramente diferenciado de otros agentes como el antropólogo, el sociólogo, el comunicólogo, del economista, el administrador, etc.

## El papel del gestor cultural
Al decir que el gestor cultural es un especialista, nos referimos a que su práctica se sustenta en una formación profesional, basada primordialmente en la capacidad para atender todos los requerimientos de quienes intervienen en la cadena de valor de los bienes culturales, es decir, creadores, promotores, productores, difusores y consumidores que permiten construir redes de colaboración y diálogo.
Los principios o valores de la gestión cultural se derivan del porqué y para qué, resultado del reconocimiento de los derechos de los creadores, de la sociedad como demandante del acceso a los bienes culturales y todos aquellos grupos y colectivos poseedores de una cultura propia.
En este sentido, el papel del gestor cultural como lo señala Alfons Martinell es la de ser "un encargado social", no solo un amante de la cultura, ni un interesado en el arte o un benefactor social al estilo filantrópico, sino que se sitúa como un agente de la sociedad que busca atender una necesidad e incidir en la realidad, en la medida que su objetivo es producir un impacto social.
Por tanto, el papel del gestor cultural va más allá de la planificación, el desarrollo de proyectos y la administración de espacios sino que involucra un trabajo de diagnóstico, un ejercicio de mediación, una construcción de la memoria colectiva y de vínculos basados en el aprendizaje y diálogo colectivo, continuo y abierto para el diseño de proyectos que surjan desde la base social.
Aunque el gestor cultural no es un actor nuevo en la escena cultural de América Latina, en las últimas décadas se ha venido dando un proceso de formalización en la región a través de una serie de acciones realizadas por los agentes del campo cultural: instituciones gubernamentales , organismos internacionales , gestores, universidades y organizaciones gremiales (formales y no formales), que ha implicado la institucionalización de una práctica cultural como es la de los gestores culturales.

## El perfil de un gestor cultural

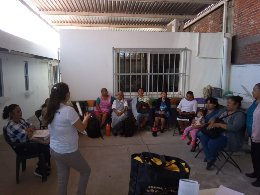
Una de las principales actividades de los gestores culturales es el trabajo en las comunidades.

El gestor cultural no necesariamente tiene que especializarse en el ámbito técnico artístico o de la gestión de esta. Si no más bien tiene que ser capaz de entender y comprender los diversos procesos sociales, culturales, políticos y económicos de cada comunidad los cuales suelen ser muy complejos y diversos. Las actividades profesionales pueden ser desarrolladas en el ámbito público o privado con fines lucrativos o no lucrativos, utilizando las mismas técnicas de gestión como cualquier otro profesional, administrando cuidadosamente los recursos con los que cuenta, priorizando objetivos específicos.

### Funciones de un gestor cultural
- Trabaja independiente y profesionalmente con conocimiento de la materia.
- Desarrolla labores como mediador entre instituciones gubernamentales y/o privadas, con artistas de diversas áreas y con distintos sectores de la población.
- Investigador y docente en el ámbito de la Gestión Cultural.
- Trabaja en el diseño, la planificación, programación, ejecución y posterior evaluación de programas culturales.

### Habilidades que se requieren para ser un buen gestor
- Facilidad de comunicación y negociación
- Confianza y flexibilidad
- Habilidad para trabajar tanto en equipo como individualmente
- Iniciativa y automotivación
- Habilidad en la administración del tiempo

#### Ejemplo de intervención cultural
En Morelos, México, se llevó a cabo un proceso interventivo con el grupo GAPAMOR (Grupo Amigos Parkinson Artritis Morelos A.C.), que es una fundación en donde se atienden a pacientes con Parkinson, en lo cual, desde el primer acercamiento se trató de quitar estigmas sobre las personas que padecen Parkinson, y de esta forma tratar de romper con esquemas preestablecidos. Luego también se obtuvo un acercamiento más teórico sobre el padecimiento; de esta forma lograr sentir más cercanía con el grupo y comprender la forma de vida que llevan. Hubo una integración a las actividades que se realizaban en el grupo de una forma interactiva: como el canto, el baile y manualidades para generar una convivencia y un acercamiento que permitió orientar a una reflexión más profunda. Este acercamiento a una intervención, permitió que a través de los testimonios, se identificasen sus fortalezas y problemáticas para poder visibilizarlas.[cita requerida]

## Formación profesional y especialización
La gestión cultural es una profesión que tiene en las políticas culturales como su objeto directo, y que se encuentra ubicada en el centro de los procesos de creación, producción, formación y difusión de bienes, servicios y experiencias de base simbólica.
En Sudamérica, esta nomenclatura profesional es cuestionada por algunos autores por entenderla como parte de un dispositivo de influencia iberoamericanista para introducir una perspectiva neoliberal en la región desde la década del 90, contribuyendo a la despolitización del campo cultural; a la vez que encuentra sus antecedentes en la animación sociocultural y la promoción cultural, que atienden ámbitos similares con marcos conceptuales y metodologías que no se corresponden completamente con las de la gestión cultural.

### Antecedentes
Los postulados iniciales de la gestión cultural en los años 90, dentro de lo que se fue dando a llamar "Escuela Barcelona" por el intenso influjo de una serie de actores basados en esa ciudad -entre los cuales la Universidad de Barcelona- para la introducción de este enfoque en la región fueron dando lugar a un proceso de apropiación de la misma que incorporó diferentes matices en cada región y hasta en cada país.
Siendo que la gestión cultural está determinada por diferentes disciplinas de base que prestan a ella marcos teóricos, terminológicos y metodológicos, como por ejemplo la sociología o la economía, hoy las dos principales orientaciones que condicionan la práctica profesional son aquellas que se inclinan a entender la cultura como base de las economías creativas de ciudades y regiones que compiten en la captación de recursos, inversores y turistas y las que la entienden como herramienta para la integración social. En ambas se hace presente la percepción de la cultura "como recurso".

### Estructura y orientación
En cuanto al término gestión cultural, este puede analizarse a partir de las dos partes esenciales que lo componen:
- En primer lugar, la gestión se entiende como un proceso de acciones y toma de decisiones que incluye el abordaje, estudio y comprensión de un problema o fenómeno social hasta el diseño y puesta en práctica de estrategias y propuestas de mitigación o solución. Los tres principios fundamentales de la gestión son: participación, organización y democracia. La gestión cuenta, por un lado, con un carácter activo ligado a la guerra y a la estrategia, y, por el otro, con un carácter cultural que se enfoca al reconocimiento de la identidad, historia y las prácticas culturales de las comunidades.[cita requerida]
- En segundo lugar, la cultura, entendida como los conjuntos de saberes, creencias y pautas de conducta de un grupo social, incluyendo los medios materiales que usan sus miembros para comunicarse entre sí y resolver necesidades de todo tipo.[cita requerida]

### Definiciones
La gestión cultural se basa en el diseño y puesta en marcha de proyectos que buscan atender problemáticas y necesidades sociales a través de la creación de bienes culturales partiendo de la participación y el aprendizaje colectivo, continuo y abierto de un sector de la población determinado. Ese “vértigo de las imprecisiones” (García Canclini, 2004) que produce el término para quienes le estudian, confunde los caminos de esa profesión que desde los años 80 se conoce como gestión cultural. La multiplicidad de abordajes sobre su objeto dispersa los alcances, las metodologías y los fines hacia los que se orienta.[cita requerida]
La gestión cultural se define como un área de estudio interdisciplinario que ha tomado fuerza en los últimos años en diversas universidades de México. Sin embargo, no todas las universidades que lo ofrecen responden a los intereses humanistas del gestor como lo es en el caso del voluntariado, ni es un recurso de una comunidad, organización, partido político o algún otro ente social.[cita requerida]
Con el pasar de los años, las nuevas políticas culturales públicas, la iniciativa privada y el desarrollo de la sociedad civil o iniciativa privada demandan individuos profesionales en el área capaces de no solo ser agentes de cambio proponiendo actividades sino también con una participación activa no solo en el sector cultural sino también en las áreas de educación, salud, vivienda, comercio, etcétera.[cita requerida]
La gestión cultural tiene que ver con el fomento y reconocimiento de las prácticas culturales con la generación de nuevos productos, la preservación de la memoria colectiva y la conservación de los bienes culturales con sus significados, de manera que el gestor cultural promueve, motiva, diseña y lleva a cabo proyectos culturales que cumplan con el objetivo de que un producto o servicio cultural llegue al mayor público posible, procurando los intereses de determinada comunidad y por lo tanto también los derechos culturales de quienes desean acceder a esos bienes culturales como podrían ser videos, discos, libros, productos comestibles elaborados de manera tradicional, u otras obras de arte como pinturas o esculturas que se desee promover o comercializar.[cita requerida]

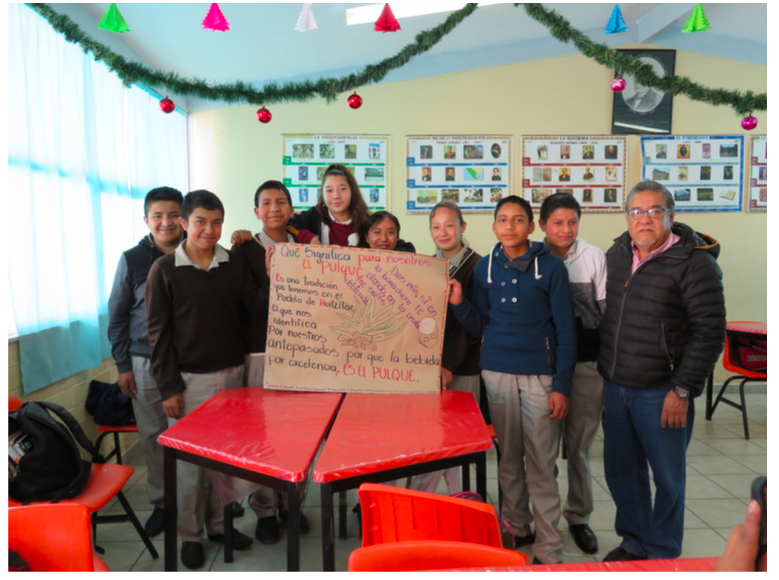
Los estudiantes de la Secundaria Técnica nº 16 en Huitzilac, Morelos, expusieron el tema "Pulque como Patrimonio Cultural", en su comunidad.

Los gestores culturales no pueden encasillarse en un solo perfil. Su acción puede desarrollarse en una enorme cantidad de caminos diversos. En las funciones para desempeñar por parte del gestor, debe de ser tomando en cuenta la participación social y civil, junto con el bien de iniciativas grupales o individuales.[cita requerida]
Se podrían definir como un emprendedores creativos que buscan generar un cambio en la sociedad con base en las necesidades y problemáticas que se identifiquen en el sitio a desarrollar.[cita requerida]

## La cultura dentro del campo de la gestión
Varios autores se refieren a que significado de cultura generalmente es relacionado con la antropología. Una de las ramas más importantes de esta disciplina social se encarga precisamente del estudio comparativo de la cultura. La definición que acuñó Edward Burnett Tylor ha sido considerada por mucho tiempo una de las más acertadas en el ámbito de la antropología.
...aquel todo complejo que incluye el conocimiento, las creencias, el arte, la moral, el derecho, las costumbres, y cualesquiera otros hábitos y capacidades adquiridos por el hombre. La situación de la cultura en las diversas sociedades de la especie humana, en la medida en que puede ser investigada según principios generales, es un objeto apto para el estudio de las leyes del pensamiento y la acción del hombre.

(Tylor, 1995: 29)
Esta definición fue posteriormente retomada y reestructura por Franz Boas haciendo un rompimiento con las ideas anteriores sobre la evolución cultural. Boas resume el concepto de cultura como
…la totalidad de las reacciones y actividades mentales y físicas que caracterizan la conducta de los individuos componentes de un grupo social, colectiva e individualmente, en relación a su ambiente natural, a otros grupos, a miembros del mismo grupo y de cada individuo hacia sí mismo. También incluye los productos de estas actividades y su función en la vida de los grupos. La simple enumeración de estos varios aspectos de la vida no constituye, empero, la cultura. Es más que todo esto, pues sus elementos no son independientes, poseen una estructura.

Boas (1911), The Mind of Primitive Man
Otra definición de cultura de acuerdo con la Declaración Universal sobre la Diversidad Cultural de la Unesco es:
"la cultura debe ser considerada como el conjunto de los rasgos distintivos espirituales y materiales, intelectuales y afectivos que caracterizan a una sociedad o a un grupo social y que abarca, además de las artes y las letras, los modos de vida, las maneras de vivir juntos, los sistemas de valores, las tradiciones y las creencias". 
Clifford Geertz afirma, en La interpretación de las culturas (1992), citando a Max Weber, que la cultura se presenta como una “telaraña de significados” que nosotros mismos hemos tejido a nuestro alrededor y dentro de la cual quedamos ineluctablemente atrapados (p. 20).[cita requerida]
La cultura no debe entenderse nunca como un repertorio homogéneo, estático e inmodificable de significados. En efecto, si miramos con un poco de detenimiento a nuestro alrededor, nos damos cuenta de que estamos sumergidos en un mar de significados, imágenes y símbolos.[cita requerida]
Por último, puede entenderse la cultura bajo una concepción simbólica, gracias al doctor en sociología Gilberto Giménez como: "la organización social del sentido, incorporado por los sujetos (personas y grupos) en forma de representaciones sociales o esquemas de percepción y objetivado en formas simbólicas en contextos históricamente específicos y socialmente estructurados". A través de las formas simbólicas los individuos se comunican y comparten sus experiencias, pensamientos, concepciones, ideas y creencias.
El uso de símbolos es una característica humana. Los seres humanos dotan de significado a distintos tipos de expresiones. Según la concepción simbólica de la cultura, ésta estaría entonces compuesta por acciones, símbolos y signos de los que se pueden descifrar significados.[cita requerida]
John B. Thompson habla de la “concepción estructural” de la cultura y es aquí donde difiere un poco de Giménez. La cultura, para él, consiste en “el conjunto de hechos simbólicos presentes en una sociedad” (Thompson; 1998, 197). Estos significados se transmiten, simbolizan e interiorizan para ser compartidos entre los individuos, pero también todas las acciones son actuadas o producidas siempre en circunstancias sociohistóricas específicas y son difundidas, percibidas e interpretadas por individuos particulares que aprovechan ciertos recursos y que poseen distintos niveles de poder y autoridad. No hay que olvidar que los individuos participan en la creación y consumo de las formas simbólicas y para ellos es para los que representa algo (Thompson, 1998, 150).
Con la concepción estructural de la cultura se toma en cuenta que los símbolos y las acciones simbólicas se insertan en contextos y relaciones sociales estructuradas (problemas de poder y conflictos). «Esta visión, posibilita la comprensión de las políticas culturales y su gestión, como un proceso de producción pública del sentido de la colectividad, apelando a aquello que la constituye: los discursos de las culturas y su puesta en horizonte social; es decir, los escenarios concretos donde las culturas dirimen sus diferencias y se plantean alternativas para habitar y vivir colectivamente» (López Borbón, 2015).

### La gestión cultural como encargo social
Antes de pensar en la gestión cultural como ocupación laboral es pertinente plantearse la misma como encargo social. Esto principalmente porque (como se menciona líneas arriba) puede confundirse esta nueva área interdisciplinar con los intereses humanistas del gestor cultural como en el caso del voluntariado. Aunque no debe negarse la relación entre ambas partes, como menciona José Luis Mariscal Orozco:[cita requerida]
"Diversas prácticas culturales colectivas han requerido agentes para su organización en la comunidad: el mayordomo en una fiesta popular, el maestro en un festival escolar, el líder barrial que promueve un centro comunitario, la ama de casa que diseña y organiza talleres de iniciación artística infantil vespertinos, entre otros. Este tipo de prácticas pueden ser consideradas como “encargos sociales desde el voluntariado"
Para Alfons Martinell Sempere, hacer gestión cultural es “un encargo social”, en tanto que el gestor cultural no solo es un amante de la cultura, un interesado en el arte o un benefactor social al estilo de los filántropos, sino que se sitúa como un agente de la sociedad que busca atender una necesidad específica.[cita requerida]
Una de las características de la gestión cultural es el trabajo de acompañamiento que está vinculado con grupos o comunidades; esto dio origen a la figura del promotor cultural comunitario: éste se consideraba un recurso de un grupo social, formado para lleva adelante los intereses de una comunidad, en materia de identidad y autonomía, como en la propuesta de José Luis Mariscal Orozco.[cita requerida]

### La gestión cultural como ocupación laboral
Una vez entendiendo que la gestión cultural no se limita simplemente a un área de trabajo, sino que sus orígenes tienen que ver con un quehacer constante dentro de cada grupo humano, podemos hablar del aspecto laboral de la misma. En palabras de José Luis Mariscal:
''No obstante, este “encargo” deja de ser voluntariado cuando se recibe un pago por su realización... Así pues, la gestión cultural también es una ocupación laboral concebida por lo tanto como una actividad productiva remunerada que requiere de una serie de competencias generales comunes a puestos de trabajo con funciones similares pero independiente de la entidad concreta donde se ejerce''.
Según los autores Eduardo Nivón y Delia Sánchez, resaltamos dos instrumentos necesarios para la gestión:
- El diálogo: Es imprescindible en la tarea de los gestores culturales para favorecer la cooperación en cualquiera de sus formas posibles (local, regional, nacional e internacional y también entre sector público y sector privado). Los gestores culturales son responsables del buen uso de los espacios –a menudo equipados con recursos propios- para lo cual tienen que eliminar barreras entre los distintos actores, a veces materiales, otras burocráticas, pero también ideológicas o simbólicas, de volver accesible la oferta de actividades y recursos que promociona y busca mantener en un tiempo determinado.[27]

- La construcción de redes: La relación con otros gestores, colectivos, instituciones y empresas, para las cuales el gestor comunitario posee determinadas habilidades y conocimientos, es parte del conocimiento y la experiencia en el territorio. Cuando el gestor pertenece a la comunidad a la que se dirige un determinado proyecto, es posible que sea más sensible a las necesidades de la población y promueva la participación social.[27] (Nivón, 2014)

De esta forma puede deducirse que el gestor cultural no es realmente un actor nuevo en la escena cultural de América Latina, a pesar de que el término gestor cultural es relativamente reciente, éste, en tanto actor social no lo es tanto. Nuevamente es el antropólogo Eduardo Nivón, quien afirma que, en el caso mexicano, José Vasconcelos y su proyecto de misiones culturales representan el antecedente más destacado de la figura del gestor cultural.[cita requerida]
En América Latina se ha llevado a cabo un proceso de formalización para el gestor cultural, mediante instituciones gubernamentales, organismos internacionales y organizaciones gremiales. El gestor dentro de sus actividades ha logrado diseñar y generar acciones en el sentido cultural. Sin embargo, el gestor no ha sido viralizado dentro del campo laboral y las limitaciones para los egresados o especialistas los ha llevado a desarrollarse principalmente en espacios culturales, ámbitos de la cultura popular y patrimonio cultural, desarrollo artístico, comunicación, medios y producción.[cita requerida]

## La gestión cultural en diferentes escenarios
Existe una complejidad en torno a la definición de gestión cultural y del sujeto que la desarrolla, ya que el término cultura tiene diferentes connotaciones dependiendo el país en el que nos encontremos o la evolución conceptual a lo largo del tiempo.

### América Latina
En los países latinos, a diferencia de los países de habla inglesa, la gestión cultural es mucho más amplia que la gestión de las artes incluyéndose una acepción de cultura más amplia , por lo tanto los escenarios para el gestor cultural son diversos, pues su tarea conlleva “un encargo social” como lo plantea Alfons Martinell, en su Diplomado Virtual en Gestión Cultural, 2014, X Versión; señala que su interés no se limita únicamente al ámbito artístico sino que también se desempeña como un agente social con el propósito de atender determinada necesidad ya sea comunitaria o institucional.
Liliana López Borbón (2005) menciona sobre la gestión cultural en América Latina que «La dimensión política de la cultura que emerge en los diferentes proyectos que se emprenden para la producción del sentido y en las mediaciones constitutivas de lo social que plantea el modelo comunicativo, obligarían a reorientar las preocupaciones de las políticas culturales y su gestión al ámbito de lo público en su sentido amplio, donde cotidianamente se construye ciudadanía. Tal vez el arte, la estética, la expresividad y la construcción de territorios físicos y simbólicos para la emergencia de las identidades y la generación de la memoria colectiva, puedan ser mecanismos idóneos para construir ciudadanía desde la cultura, planteando la gestión como un laboratorio para la convivencia, donde es posible constituir un nosotros que nos permita indagar diversos proyectos de futuro».

### Estados Unidos
En Estados Unidos los gestores culturales pueden ser conservadores históricos, archivistas, museólogos, especialistas en parques, educadores o administradores públicos (por nombrar unos algunos) que desempeñan un papel en la conservación y/o gestión de recursos culturales. Se entienden por “recursos culturales” aquellos aspectos del entorno —tanto físico como intangible, y tanto natural como construido— que tienen algún tipo de valor cultural para un grupo social.” Thomas F. King. Se acuñó en la década de 1970 para referirse principalmente a la arqueología. Desde esa época, el campo se ha ampliado mucho. Hoy en día los recursos culturales se le considera a todas las artes, creencias, edificaciones, instituciones y otros productos del trabajo o el pensamiento humanos que contribuyen a la identidad del país.

### Europa
En Europa, principalmente en España La Asociación de Gestores Culturales de Andalucía (GECA) preside desde septiembre de 2008 la Federación Estatal de Asociaciones de Gestores Culturales (FEAGC) que representa una red importante en la que se realizan diversas actividades en beneficio del ámbito cultural. Isabel Muñoz Durán,  viceconsejera de Cultura menciona lo importante de desarrollar formas de trabajo coordinado desde diferentes Estados miembros para la promoción y la creación de redes europeas que permitan el desarrollo de un espacio cultural común. En este sentido se considera que los gestores públicos como los privados, tienen la responsabilidad de reforzar la consideración de la cultura como un elemento esencial de cohesión para lograr una sociedad europea justa, tolerante, solidaria y crítica, que sea capaz de desarrollar modelos de crecimiento sostenibles basados en la creatividad y la innovación. De igual forma, tiene el deber de proteger, destacar y potenciar la diversidad cultural como uno de los grandes activos europeos.